# Marcos Roberto Pereira dos Santos
Marcos Roberto Pereira dos Santos, meglio noto come Marco dos Santos o più semplicemente Marcos, (Salto, 29 settembre 1979), è un ex calciatore brasiliano di ruolo attaccante.

## Carriera
Cresciuto calcisticamente in patria, approda in Tunisia prima col Bizertin poi con l'Espérance, col quale gioca anche nella CAF Champions League. Successivamente approda in Europa, prima in Super League con gli svizzeri dello Young Boys, poi gioca in Francia per il resto della sua carriera, militando anche in Ligue 1 col Troyes.

## Palmarès

### Club

#### Competizioni nazionali
- Championnat de Ligue Professionelle 1: 1

Esperance: 2005-2006
- Coupe de Tunisie: 1

Esperance: 2005-2006